# Keiichi Nanba
Keiichi Nanba (難波 圭一 Nanba Keiichi?, Iwakuni, Yamaguchi, 26 de agosto de 1957) es un veterano actor, seiyū y narrador japonés. Su tipo sanguíneo es AB. El actualmente está afiliado con Fujiga Office Inc. Él estuvo casado con Hiromi Tsuru desde 1986 hasta 1990, y actualmente está casado con su compañera seiyū, Mayumi Shō.

## Trabajos de voz notables
- Bat adulto en Hokuto no Ken 2.
- Ryu Hayabusa en el OVA de Ninja Ryūkenden (Ninja Gaiden).
- Chardin Picolet III en Ranma ½.
- Judah en Black Matrix.
- Junta Momonari en DNA².
- Schneider en Capitán Tsubasa.
- Kazuya Uesugi en Touch
- Gurio Umino y Zoisite en Sailor Moon.
- Komatsu en Kimagure Orange Road.
- Akihiko Nonoka en Kiteretsu.
- Axl Low en la serie de Guilty Gear.
- Andy Bogard en Fatal Fury 3 y en los juegos posteriores.
- Itomimizu en One Piece.
- Ultraman Hikari/Hunter Knight Tsurugi en Ultraman Mebius.
- Patrick Hamilton en Sakura Taisen: La película.
- Gaku Muroi en Magical Fairy Persia.
- Koumori Neko en Akuma-kun
- Afrodita de Piscis, Julian Solo, Yan de Escudo, Frey y Astaroth en Saint Seiya.
- Moerunba en Futari wa Pretty Cure Splash Star.
- Kenichi en Violence Jack: Harlem Bomber.
- Rorl en el OVA Girl from Phantasia.
- Shunichi Sugishita en Blue Seed.
- Zeshin en Dragon Ball Z.